# Kees Boertien
Cornelis (Kees) Boertien (Enschede, 26 juli 1927 - Vlissingen, 30 mei 2002) was een Nederlands politicus.
Boertien was een antirevolutionair Tweede Kamerlid (ARP) en minister van christelijk-gereformeerden huize (CDA, vanaf 11 oktober 1980), die als werkstudent de meesterstitel verwierf en later promoveerde. Hij was voor hij Kamerlid werd onder meer werkzaam als secretaris bij de organisatie van accountants (NIVA thans NIVRA) en bedrijfsjurist bij Philips in Eindhoven. In de Tweede Kamer onder meer woordvoerder van justitie, politie en verkeer. Hij was minister voor Ontwikkelingssamenwerking in de kabinetten Biesheuvel I en Biesheuvel II. Boertien eindigde zijn loopbaan als commissaris van de Koningin in Zeeland. Begin jaren negentig was hij de voorzitter van twee onafhankelijke commissies die zich bogen over de beveiliging tegen overstroming.

## Commissie Boertien I
In de zomer van 1992 stelde de toenmalige minister van Verkeer en Waterstaat Hanja Maij-Weggen een onafhankelijke commissie in onder zijn voorzitterschap. Deze zogenaamde 'Commissie Boertien' kreeg de opdracht de uitgangspunten die bij rivierdijkversterking werden gehanteerd, nog eens kritisch te toetsen. De vraag speelde of veiligheidsdoelen zoals verwoord door Rijkswaterstaat en diverse waterschappen te verzoenen zijn met natuurdoelen die diverse belangengroepen naar voren brengen. De commissie adviseerde binnen vijf maanden over de veiligheidsnormen, de wijze van ontwerpen, het rekening houden met de verschillende functies en waarden bij dijkversterking en de inrichting van de besluitvormingsprocedure (met milieueffectrapportage). De adviezen weken in essentie niet veel af van die van de commissie-Becht 15 jaar eerder.

## Commissie Boertien II
In januari 1994 stelde de minister van Verkeer en Waterstaat de commissie-Watersnood Maas in, ook wel genoemd 'Commissie-Boertien II'. Deze moest adviseren over de te nemen maatregelen naar aanleiding van de wateroverlast in november 1993.
Op 12 december 1994 presenteerde de commissie haar advies over de aanpak van de wateroverlast langs de Limburgse Maas. Het rapport 'De Maas Terug' bevatte vijf voorstellen: (1) gecombineerde grindwinning en natuurontwikkeling in de Grensmaas, (2) gecombineerde zomerbedverlaging en zandwinning op de Maas tussen Roermond en Mook, (3) de aanleg van 60 kilometer kade, daar waar de waterstandsverlagende effecten van de eerste twee onderdelen onvoldoende zijn, (4) bestuurlijke maatregelen aangaande de ruimtelijke ordening om nieuwe schade te voorkomen en (5) aanpassingen in de riolering en andere kleinschalige maatregelen in de gemeentelijke sfeer.
- Biografisch Portaal: 91000321
- Parlement.com: vg09lkycphz8